# Mai come ieri (singolo)
Mai come ieri è una canzone scritta da Mario Venuti, e cantata dallo stesso Venuti insieme a Carmen Consoli. Il brano è il primo singolo ad essere estratto dall'album di Venuti del 1998 Mai come ieri.
I due artisti in precedenza avevano già lavorato insieme in occasione dell'album di debutto della Consoli Due parole del 1996.
La canzone ottiene un notevole successo, riuscendo a raggiungere la terza posizione dei cd singoli più venduti in Italia, uno dei migliori risultati mai ottenuti da entrambi gli artisti.

## Tracce

### CD Single
1. Mai come ieri
2. Lavorando duro

### CD Promo
1. Mai come ieri

## Classifiche

### Classifiche settimanali
| Classifica (1998) | Posizione massima |
| ----------------- | ----------------- |
| Italia            | 8                 |

### Classifiche di fine anno
| Classifica (1998) | Posizione |
| ----------------- | --------- |
| Italia            | 98        |